# Fabege
Fabege AB (Fastighetsbolaget Birger Gustafsson) är ett svenskt fastighetsbolag med inriktning mot stadsdelsutveckling i Stockholmsområdet. Bolaget är noterat på NASDAQ OMX Stockholm och ingår i Large Cap-segmentet. 
Bolagets aktieägarstruktur består av svenska och utländska aktieägare varav den största är Erik Paulsson med familj (privat och via bolag). De 15 största aktieägarna i bolaget står tillsammans för cirka 45 procent av rösterna. Den 31 oktober 2019 hade bolaget 40 507 aktieägare. Det utländska ägandet stod för 36 procent
Bolagets verksamhet är koncentrerad främst till sex områden i Stockholmsregionen: Arenastaden, Haga Norra, Solna Business Park, Stockholms innerstad, Hammarby Sjöstad och Flemingsberg. De äger även 18,5% av AIK fotboll och är därmed största ägare.

## Historia
När nuvarande Fabege skapades våren 2005 var det tredje gången som namnet gavs till ett fastighetsbolag. Bolagsnamnet Fabege har sitt ursprung i ett bolag som skapades av Birger Gustavsson, en fastighetsaktör under 1970- och 1980-talet. 
Ursprungligen var Fabege en förkortning för Fastighetsaktiebolaget Birger Gustavsson uppkallat efter byggmästaren Birger Gustavsson (1916–1991). Dåvarande Fabege förvärvades av Näckebro som i sin tur köptes av Drott. Drott delades sedermera i två bolag, varav det ena gavs namnet Fabege. Detta bolag förvärvades 2004 av Wihlborgs Fastigheter som året efter ändrade namn till Fabege.